# Claude B. Gingras
Claude B. Gingras (né le 12 avril 1944) est un homme d’affaires et un syndic de faillite de la région de la capitale nationale (Canada). Il est également reconnu pour son implication communautaire, notamment au sein de la communauté franco-ontarienne.

## Carrière
Claude B. Gingras amorce sa carrière dans le domaine de l’insolvabilité en 1973 à la direction générale des faillites au sein du gouvernement du Canada.
En 1980, il fonde la firme de syndics de faillite Ginsberg Gingras en compagnie de Joseph Ginsberg, lui-même fondateur de la firme de comptables GGFL. Il demeure à la barre de Ginsberg Gingras en tant que président-directeur général jusqu’au 1er janvier 2013.

## Implication communautaire
Claude B. Gingras a siégé pendant près de 20 ans en tant que président de la Fondation franco-ontarienne (FFO). Sous sa présidence, la capitalisation de la FFO est passée de 100 000 $ à plus de 3 millions de dollars.
Outre son passage à la tête de la FFO, Claude B. Gingras s’est également impliqué au sein de plusieurs autres organismes. Il a entre autres été membre du conseil d’administration de La Cité collégiale de 2005 à 2010 et pour la Maison Mathieu-Froment-Savoie, il a été président des campagnes de levée de fonds, du radiothon et de soirées vin et fromage.

## Reconnaissances et prix
- 2014 – Ordre de l'Ontario[7]
- 2013 – Prix Bernard-Grandmaître[8]
- 2012 – Instauration du Fonds Jeunesse Claude B. Gingras[4]
- 2010 – Personnalité de l’année[9]
- 2003 – Grade de Chevalier de l’Ordre de la Pléiade[10]
- 2001 – Médaille du gouvernement du Canada pour l’année internationale des bénévoles[10]